# ترانزیستور اثر میدان تونلی
ترانزیستور اثر میدان تونلی (تی‌فِت) (به انگلیسی: tunnel field-effect transistor) (اختصاری TFET) یک نوع آزمایشی از ترانزیستور است. اگرچه ساختار آن بسیار شبیه به یک ترانزیستور اثر میدان فلز-اکسید-نیم‌رسانا (ماسفت) است، سازوکار سوئیچینگ اساسی متفاوت است و این افزاره را به یک نامزد امیدوارکننده برای الکترونیک توان‌کم تبدیل می‌کند. تی‌فِت‌ها با مدوله‌سازی تونل کوانتومی از طریق یک سَد به جای مدوله‌سازی گسیل گر مایونی بر روی یک سَد مانند ماسفت‌های سنتی تغییر می‌کنند. به همین دلیل، تی‌فِت‌ها توسط دنباله ماکسول-بولتزمن گرمایی حامل‌ها محدود نمی‌شوند، که دامنه‌نوسان زیرآستانه جریان درین ماسفت را به حدود ۶۰ (میلی‌ولت)/دهه از جریان در دمای اتاق محدود می‌کند.
مطالعات تی‌فِت را می‌توان به اِشتودزِر ردیابی کرد که در سال ۱۹۵۲ اولین تحقیقات را در مورد یک ترانزیستور حاوی عناصر اصلی تی‌فِت، یک پیوند پی‌اِن گیت‌دار، منتشر کرد. با این حال، کنترل رسانایی سطحی گزارش شده مربوط به تونل‌زنی نبود. اولین تی‌فِت در سال ۱۹۶۵ گزارش شد. جورج آپنزلر و همکارانش در آی‌بی‌ام اولین کسانی بودند که نشان دادند که دامنه‌نوسانات جریان کمتر از حد مجاز ۶۰ میلی‌ولت درهر دههٔ ماسفت امکان‌پذیر است. در سال ۲۰۰۴، آنها گزارش دادند که یک ترانزیستور تونلی با کانال نانولوله کربنی و دامنه‌نوسان زیرآستانه‌ای تنها ۴۰ میلی‌ولت درهر دهه ایجاد کرده‌اند. کار نظری نشان داده است که با استفاده از تی‌فِت‌های ولتاژ پایین به جای ماسفت‌ها در مدارهای منطقی می‌توان صرفه‌جویی قابل‌توجهی در توان به دست آورد.

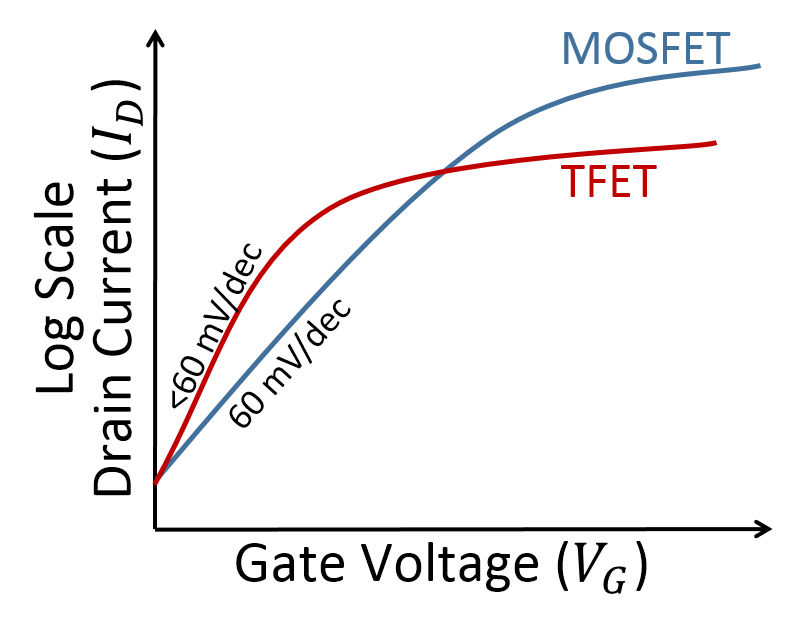
جریان تخلیه در مقابل ولتاژ دروازه برای افزاره‌های فرضی تی‌فِت و ماسفت. تی‌فِت ممکن است بتواند جریان تخلیه بالاتری را برای ولتاژهای کوچک به دست آورد.

در افزاره‌های ماسفت کلاسیک، ۶۰ میلی ولت در دهه یک محدودیت اساسی برای مقیاس‌بندی توان است. نسبت بین جریان-روشنی و جریان-خاموشی (به ویژه نشت زیرآستانه - یکی از عوامل اصلی مصرف توان) با نسبت بین ولتاژ آستانه و شیب زیرآستانه داده می‌شود، به عنوان مثال:
{\displaystyle n=60\,\,\mathrm {mV/decade} ;\,\,\,V_{\rm {th}}=300\,\,\mathrm {mV} \,\,\rightarrow \,\,I_{\rm {on}}/I_{\rm {off}}=V_{\rm {th}}/n=5\,\,\mathrm {decades} =100\,000}
سرعت ترانزیستور متناسب با جریان-روشن است: هرچه جریان-روشن بالاتر بیشتر باشد، ترانزیستور سریع‌تر می‌تواند گنجایش خروجی (بار خازنی متوالی) را شارژ کند؛ بنابراین برای سرعت معین ترانزیستور و حداکثر نشت زیرآستانه قابل‌قبول، شیب زیرآستانه کمینه ولتاژ آستانه مشخصی را تعیین می‌کند. کاهش ولتاژ آستانه یک بخش اساسی برای ایده مقیاس‌بندی میدان ثابت است. از سال ۲۰۰۳، توسعه دهندگان اصلی فناوری تقریباً در مقیاس‌بندی ولتاژ آستانه گیر کردند و بنابراین نتوانستند ولتاژ منبع تغذیه را مقیاس‌بندی کنند (که به دلایل فنی باید حداقل ۳ برابر ولتاژ آستانه برای افزاره‌های با کارایی بالا باشد). در نتیجه، سرعت پردازنده به سرعت قبل از سال ۲۰۰۳ رشد نکرد (به فراتر از سیماس مراجعه کنید). ظهور یک افزاره تی‌فِت تولید انبوه با شیب بسیار کمتر از ۶۰ میلی ولت در دهه، صنعت را قادر می‌سازد تا روند مقیاس‌بندی را از دهه ۱۹۹۰ ادامه دهد، جایی که فرکانس پردازنده هر ۳ سال دو برابر می‌شد.

## ساختار
ساختار اصلی تی‌فِت مشابه ماسفت است با این تفاوت که پایانه‌های سورس و درین تی‌فِت از نوع‌های متضاد آلایش شده‌اند (شکل را ببینید). یک ساختار افزاره تی‌فِت متداول از یک پیوند پی-آی-اِن (نوع-p، نیم‌رسانای‌ذاتی، نوع-n) تشکیل شده است که در آن پتانسیل الکترواستاتیک ناحیه ذاتی توسط یک پایانه گیت کنترل می‌شود.

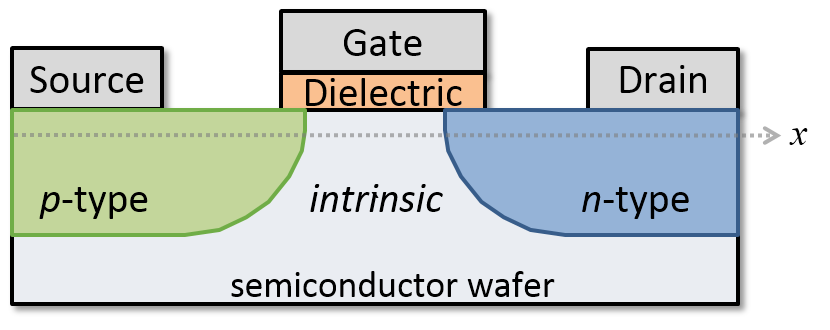
ساختار اصلی تی‌فِت افقی

## عملکرد افزاره
این افزاره با اعمال بایاس گیت کار می‌کند به طوری که تجمع الکترون در ناحیه ذاتی برای تی‌فِت نوع n رخ می‌دهد. در بایاس گیت کافی، تونل‌زنی باند-به-باند (بی‌تی‌بی‌تی) زمانی اتفاق می‌افتد که باند هدایت ناحیه ذاتی با باند ظرفیت ناحیه P همسو شود. الکترون‌ها از باند ظرفیت تونل ناحیه نوع p به باند هدایت ناحیه ذاتی و جریان می‌توانند در سراسر افزاره جاری شوند. همان‌طور که بایاس گیت کاهش می‌یابد، باندها نامرتب می‌شوند و جریان دیگر نمی‌تواند جاری شود.

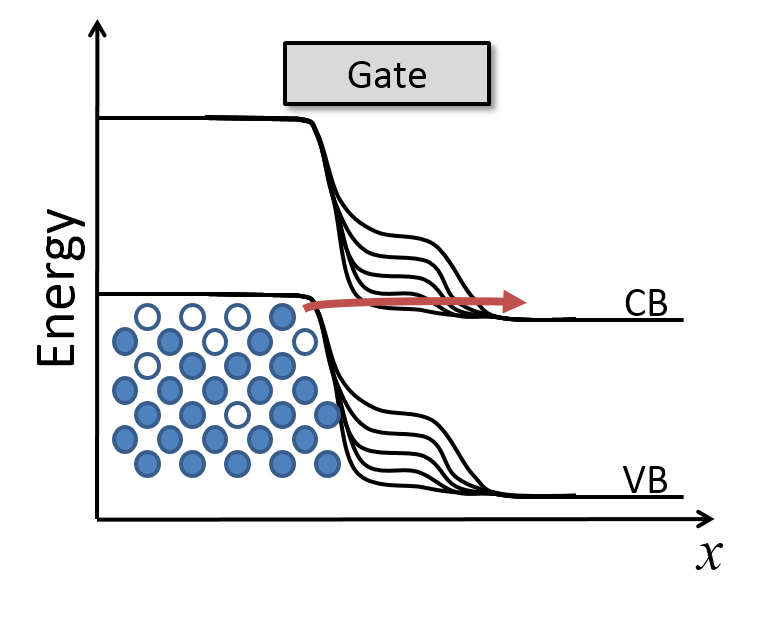
نمودار باند انرژی برای ساختار تی‌فِت افقی پایه‌ای. وقتی ولتاژ گیت کافی اعمال می‌شود، افزاره روشن می‌شود به طوری که الکترون‌ها می‌توانند از باند ظرفیت سورس به نوار هدایت کانال تونل بزنند.

## نمونه اولیه افزاره‌ها
گروهی در آی‌بی‌ام اولین کسانی بودند که نشان دادند که دامنه‌نوسانات جریان کمتر از حد مجاز ۶۰ میلی‌ولت در هر دههٔ ماسفت امکان‌پذیر است. در سال ۲۰۰۴، آنها یک ترانزیستور تونلی با کانال نانولوله کربنی و دامنه‌نوسان زیرآستانه‌ای تنها ۴۰ میلی‌ولت در هر دهه را گزارش کردند.
تا سال ۲۰۱۰، بسیاری از تی‌فِت‌ها در سامانه‌هایی با مواد مختلف ساخته شده‌اند، اما هیچ‌کدام هنوز نتوانسته‌اند شیب زیرآستانه تند در جریان‌های راه‌اندازی مورد نیاز برای کاربردهای اصلی را نشان دهند. در آی‌ئی‌دی‌ام ۲۰۱۶، گروهی از دانشگاه لوند یک نانوسیم عمودی InAs / GaAsSb / GaSb تی‌فِت را نشان دادند، که دامنه‌نوسان زیرآستانه ۴۸ میلی‌ولت/دهه را نشان می‌دهد، جریان-روشنی ۱۰٫۶ میکروآمپر بر میکرومتر درمقابل جریان-خاموشی ۱ نانوآمپر بر میکرومتر در ولتاژ تغذیه ۰٫۳ ولت، نشان دهنده پتانسیل عملکرد بهتر ماسفت‌های سیلیسیومی در ولتاژ تغذیه کمتر از ۰٫۳ ولت است.

## نظریه و شبیه‌سازی
ساختارهای تی‌فِت چاه-به-چاه کوانتومی بدنه‌نازک دوگِیتی برای غلبه بر برخی چالش‌های مرتبط با ساختار تی‌فِت افقی، مانند نیاز آن به پروفایل‌های آلایش فراتیز (به انگلیسی: ultra sharp)، پیشنهاد شده‌اند. با این حال، چنین افزاره‌هایی ممکن است با نشت گیت به دلیل میدان‌های عمودی بزرگ در ساختار افزاره مواجه شوند.
شبیه‌سازی‌ها در سال ۲۰۱۳ نشان داد که تی‌فِت‌هایی که از InAs-GaSb استفاده می‌کنند ممکن است تحت شرایط ایده‌آل دارای دامنه‌نوسان زیرآستانه برابر با ۳۳ میلی‌ولت در دهه باشند.
استفاده از ساختارهای ناهمگون واندروالس برای تی‌فِت در سال ۲۰۱۶ پیشنهاد شد.